# 9537 Nolan
9537 Nolan este un asteroid din centura principală de asteroizi.

## Descriere
9537 Nolan este un asteroid din centura principală de asteroizi. A fost descoperit pe 18 ianuarie 1982 la Stația Anderson Mesa de Edward L. G. Bowell. El prezintă o orbită caracterizată de o semiaxă mare de 2,70 ua, o excentricitate de 0,14 și o înclinație de 3,4° în raport cu ecliptica.